# Nepenthes gracillima
Nepenthes gracillima este o specie de plante carnivore din genul Nepenthes, familia Nepenthaceae, ordinul Caryophyllales, descrisă de Henry Nicholas Ridley. Conform Catalogue of Life specia Nepenthes gracillima nu are subspecii cunoscute.

## Galerie de imagini

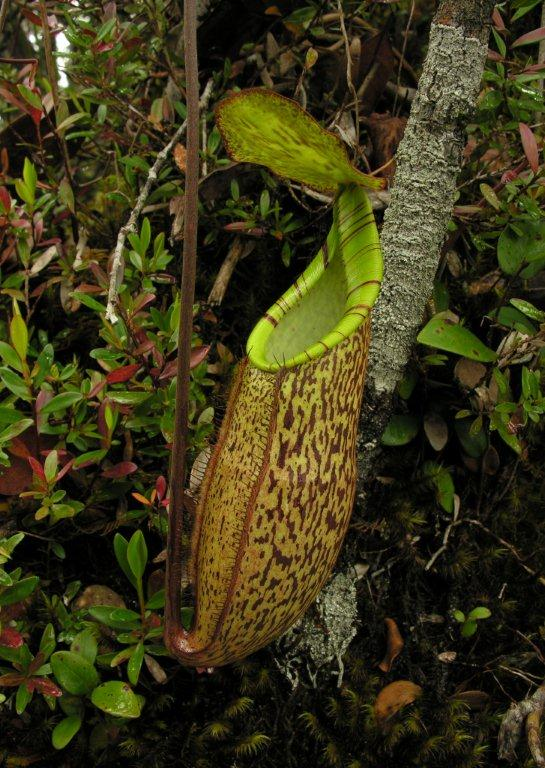